# Hector Verdés Ortega
Héctor Verdés Ortega (va néixer a Villar del Arzobispo (País Valencià), el 24 de juny de 1984) és un jugador professional de futbol.

## Trajectòria
Es va formar a les categories inferiors del València CF. En finalitzar la temporada 06-07, el València CF el va cedir al Xerez CD. Després d'un any a l'equip andalús fou traspassat al FC Barcelona per jugar al seu filial. Posteriorment fou fitxat pel València CF Mestalla al mercat d'hivern de la temporada 2009/2010 per a reforçar la defensa del filial taronga. A la temporada 2010/2011 va ser traspassat al l'Elx CF de la Liga Adelante.

## Clubs
| Club                       | Any               |
| -------------------------- | ----------------- |
| Cat. inferiors València CF | 2005-2007         |
| Xerez CD                   | 2007-2008         |
| FC Barcelona               | 2008 - 2010       |
| València Mestalla          | 2010 - 2011       |
| Elx CF                     | 2011 - actualment |